# 芒达耶-圣于连
芒达耶-圣于连（法語：Mandailles-Saint-Julien，法語發音：[mɑ̃daj sɛ̃ ʒyljɛ̃]）是法国康塔尔省的一个市镇，属于欧里亚克区。该市镇于1972年由原市镇芒达耶（Mandailles）和若尔达讷河畔圣于连（Saint-Julien-de-Jordanne）合并而成。

## 地理
芒达耶-圣于连（45°4'7"N, 2°39'23"E）面积35.37 平方千米，位于法国奥弗涅-罗讷-阿尔卑斯大区康塔爾省，该省份为法国中南部省份，位于法國中央高原中心，北起科雷兹省、上盧瓦爾省和多姆山省，西接洛特省和科雷兹省，南至阿韦龙省和洛特省，东临上盧瓦爾省和洛泽尔省。
与芒达耶-圣于连接壤的市镇（或旧市镇、城区）包括：勒克洛、勒法尔古、拉韦西耶尔、拉维日里、若尔达讷河畔圣西尔格、圣雅克德布拉、圣普罗热德萨莱尔、蒂耶扎克。

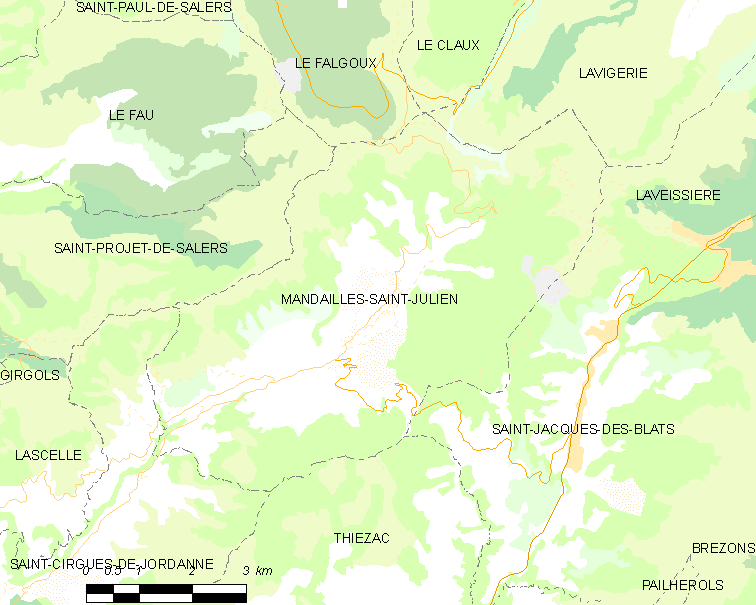
芒达耶-圣于连的OSM定位图

芒达耶-圣于连的时区为UTC+01:00、UTC+02:00（夏令时）。

## 行政
芒达耶-圣于连的邮政编码为15590，INSEE市镇编码为15113。

## 政治
芒达耶-圣于连所属的省级选区为塞尔河畔维克县。

## 人口

1962-2008年间芒达耶-圣于连人口变化图示

芒达耶-圣于连于2022年1月1日时的人口数量为174人。